# Scareware
Scareware je vrsta programske podrške. U ovo spadaju lažni antivirusni programi koji nekako zastraše korisnika radi toga da ga navede na to da instalira taj program.

## Usporedi
- alfa-inačica
- beta-inačica
- plati koliko želiš
- darovna ekonomija
- freemium
- freeware
- shareware
- demo
- abandonware
- vaporware
- shovelware (crapware, garbageware)
- adware
- donationware
- otvoreni kod
- nagware
- glossyware
- beerware